# The Good Companions (film 1957)
The Good Companions è un film del 1957 di produzione britannica diretto da J. Lee Thompson.
Il film è basato sul libro omonimo (The Good Companions) del 1929 pubblicato da J. B. Priestley ed è allo stesso tempo il remake del film The Good Companions diretto da Victor Saville e uscito nel 1933.